# Scelolophia desmogramma
Scelolophia desmogramma är en fjärilsart som beskrevs av Dyar 1913. Scelolophia desmogramma ingår i släktet Scelolophia och familjen mätare. Inga underarter finns listade.